# Classe Marshal Ney (monitore)
La classe Marshal Ney fu una coppia di monitori costruiti per la Royal Navy durante la prima guerra mondiale.

## Progetto e sviluppo

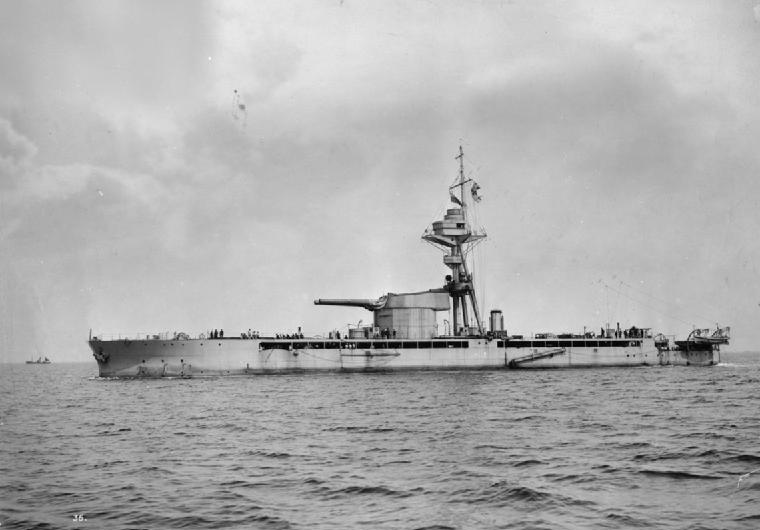
La HMS Marshal Ney in navigazione durante le prove in mare nel 1915.

Il bisogno di monitori capaci di bombardare le posizioni nemiche dalla Manica divenne chiaro solo all'inizio della guerra e furono quindi progettati con fretta. Il progetto dei monitori fu assegnato dal Director of Naval Construction (DNC), Eustace Tennyson d'Eyncourt, all'assistente costruttore Charles S. Lillicrap (che divenne lui stesso in seguito DNC). Al momento della creazione della classe Marshal Ney erano già stati ordinati altri 33 monitori di tutte le sorte. La riprogettazione degli incrociatori da battaglia Renown e Repulse significò avere a disposizione due moderne torrette da 381 mm. Il primo lord del mare Lord Fisher e Winston Churchill, primo lord dell'Ammiragliato, decisero che questi cannoni dovessero essere usati per due monitori, inizialmente chiamati M 13 e M 14 ma poi rinominati come i due generali delle guerre napoleoniche e marescialli dell'Impero Nicolas Jean de Dieu Soult e Michel Ney.
Come apparato propulsivo i due monitori ricevettero motori diesel, che erano una novità, dato che la maggior parte delle navi da guerra dell'epoca era mossa dalla potenza del vapore. L'uso di questi motori significò che le navi non necessitavano di spazio per le caldaie, rendendo possibile un'immersione assai ridotta. Non erano necessari neanche grandi fumaioli, portando ad una riduzione delle sovrastrutture. I motori diesel utilizzati erano stati progettati per navi cargo molto più piccole e quindi si dimostrarono particolarmente lenti e inaffidabili.
La torretta era posizionata su una barbetta formata da piastre piatte individuali, per ridurre i tempi di costruzione. I cannoni da 102 mm erano disposti lungo le fiancate come protezione dal naviglio minore. I cannoni da 76 mm erano stati pensati per l'uso antiaereo.

## Unità
| Nome          | Da                                                 | Costruttore        | Varo        | Completamento | Servizio | Destino finale               |
| ------------- | -------------------------------------------------- | ------------------ | ----------- | ------------- | --- | ---------------------------- |
| Marshal Soult | Maresciallo dell'Impero Nicolas Jean-de-Dieu Soult | Palmers, Newcastle | Giugno 1915 | Agosto 1915   | Servì nella Squadra Monitori di Dover e dopo la guerra divenne una nave scuola per artiglieri. All'inizio della seconda guerra mondiale rientrò in servizio attivo ma la sua torretta fu rimossa e utilizzata per il nuovo monitore Abercrombie. Divenne poi una nave comando logistico. | Radiata e demolita nel 1946. |
| Marshal Ney   | Maresciallo dell'Impero Michel Ney                 | Palmers, Newcastle | Agosto 1915 | Novembre 1915 | Dopo le prove in mare, la torretta fu rimossa e spostata sulla Erebus e l'unità fu riarmata con cannoni da 152 e 102 mm. Svolse un ruolo di guardia fino alla fine della guerra. Fu in seguito utilizzata come nave magazzino e ribattezzata Alaunia II.                                 | Demolita nel 1957.           |